# Овербек, Франц Камиль
Франц Камиль Овербек (нем. Franz Camille Overbeck; 16 ноября 1837, Санкт-Петербург — 26 июня 1905, Базель) — германский протестантский богослов, преподаватель, духовный писатель и историк церкви. Известен как друг Фридриха Ницше.

## Биография
Его матерью была русская французского происхождения, отцом — немецко-британский купец. Получил хорошее домашнее образование: сначала в Санкт-Петербурге, затем, с 1846 по 1848 год, в Париже, с 1850 года — в Дрездене. Ещё в молодости освоил все основные европейские языки. С 1856 по 1864 год изучал протестантское богословие в Лейпциге, Гёттингене, Берлине и Йене.
В 1859 году получил докторскую степень, в 1864 году габилитировался, после чего стал преподавать в Йене в звании приват-доцента.
В 1870 году получил место профессора Нового Завета и ранней церковной истории в Базельском университете, с 1875 года жил в одном доме с Фридрихом Ницше, преподававшим филологию в этом же заведении, и подружился с ним; эта дружба длилась до смерти Ницше. В 1876 году женился, на протяжении года был ректором Базельского университета. В 1897 году получил звание почётного профессора, имея к этому времени уже серьёзные проблемы со здоровьем. В 1903 году принял почётную докторскую степень от университета в Сент-Андрусе; скончался от полиорганной недостаточности спустя два года.

## Труды
Как богослов стремился написать светскую историю церкви и примирить веру с наукой. Главные его труды: «Ueber die Christlichkeit unserer heutigen Teologie» (Лейпциг, 1873), «Studien zur Geschichte der alten Kirche» (Хемниц, 1875, выпуск I), «Ueber die Auffassung des Streits des Paulus mit Petrus in Antiochien bei den Kirchenvätern» (Базель, 1877), «Zur Geschichte des Kanons» (Хемниц, 1880), «Die Anfänge der Kirchengeschichtschreibung» (Базель, 1893).